# جمال رينولدز
جمال رينولدز (بالإنجليزية: Jamal Reynolds)‏ هو لاعب كرة قدم أمريكية أمريكي، ولد في 20 فبراير 1979 في أوغستا في الولايات المتحدة.

## وصلات خارجية
- جمال رينولدز على موقع مرجع كرة القدم المحترفة.كوم (الإنجليزية)